# Pompeia de magistratibus
La lex Pompeia de magistratibus va ser una antiga llei romana aprovada a proposta de Gneu Pompeu Magne, l'any 52 aC. Prohibia admetre a la candidatura a qualsevol de les magistratures, a les persones absents. Quan la llei ja estava gravada en metall i dipositada a l'erari, es va incloure una excepció a favor de Juli Cèsar.